# Lei (affluent du Xiang)
Pour les articles homonymes, voir Lei.
La Lei (caractères chinois :  耒水) ou Lei Shui  est une rivière qui coule dans la province chinoise du  Hunan (Chine du Sud) et qui est l'affluent le plus long du fleuve Xiang lui-même affluent du Yangzi Jiang.

## Description
La rivière comprend deux sources : la rivière Zhejiang qui prend sa source dans les monts Leishan dans le sud du xian de Rucheng et la rivière Ou qui prend sa source dans les monts Wanyang au nord du xian de Guidong. Après leur jonction à Huangcaoping (Zixing), la rivière prend une direction nord-ouest et traverse les xians de  Zixing, Suxian, Yongxing, Leiyang, Hengnan et Zhuhui. Elle se jette dans le fleuve Xiang à Leihekou dans le district de Zhuhui rattaché à la  ville-préfecture de Hengyang.

## Hydrologie
La rivière est longue de 453 kilomètres et son bassin versant a une superficie de 11 783 km². Le débit de la rivière est de 301 m3/s.

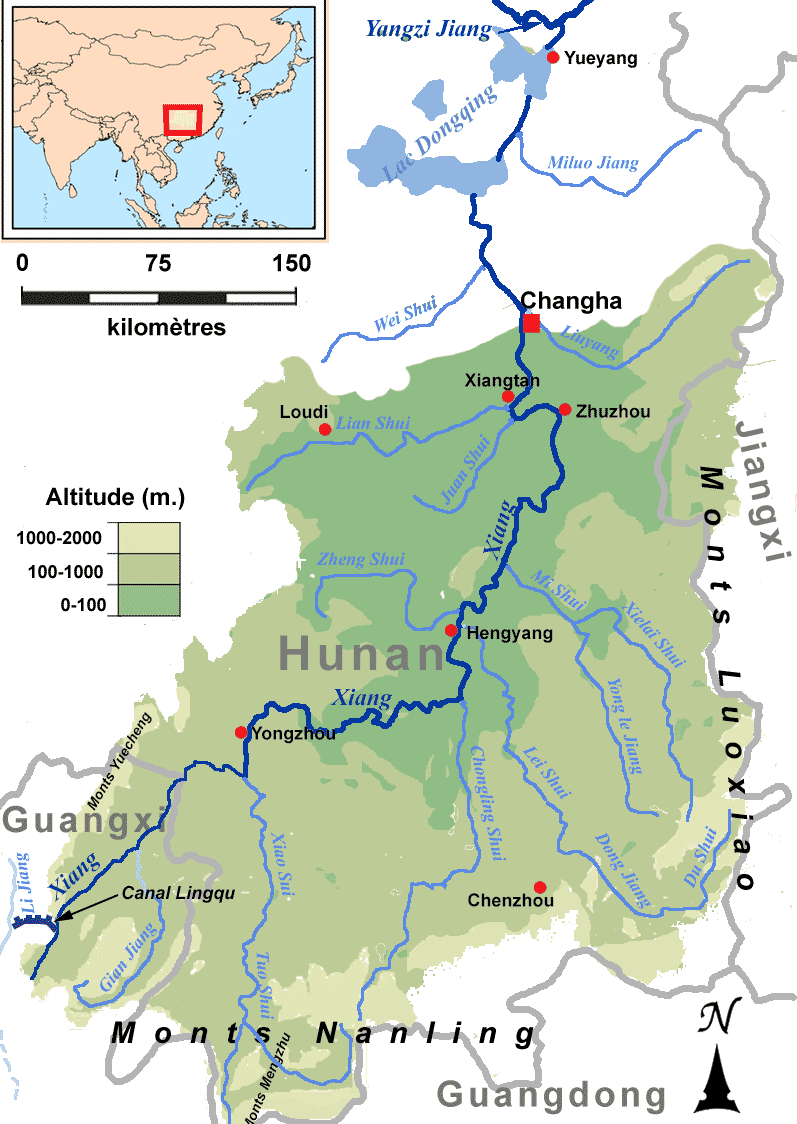
Carte du bassin versant du fleuve Xiang avec ses principaux affluents.